# Corumbá
Corumbá és una ciutat de l'estat brasiler de Mato Grosso do Sul, fronterer amb Bolívia. El 2020 tenia 112.058 habitants.
La seva economia es basa principalment en l'agricultura, ramaderia, extracció de minerals i turisme, sent porta d'entrada a les zones humides més grans del món, el Pantanal. A causa de la seva frontera amb Bolívia, els migrants d'aquell país constitueixen un gruix important de la població, formant una comunitat cultural diferenciada. A la ciutat hi ha l'aeroport internacional de Corumbá.

## Geografia
El terme municipal de Corumbá limita simultàniament amb Bolívia i Paraguai, una situació que es coneix com a trifini. El seu nucli urbà limita amb les ciutats bolivianes de Puerto Suárez i Puerto Quijarro, que en conjunt conformen una zona franca per als productes importats que entren a Amèrica del Sud via Bolívia i també per al comerç d'artesania boliviana. La frontera amb Paraguai es troba a l'extrem sud del municipi, en una zona preeminentment agrícola. La localitat paraguaiana més propera és Bahía Negra.
Com a resultat, Corumbá té una de les proporcions més altes de bolivians-brasilers de qualsevol ciutat. Els informes etnogràfics han trobat que els bolivians a la ciutat són regularment objecte de discriminació racial.

## Història
Fundada com a campament militar primer i colònia l'any 1778 pels espanyols, va esdevenir estratègicament important amb l'obertura del riu Paraguai al comerç internacional després de la Guerra de la Triple Aliança (1865–70). A prop hi ha grans jaciments minerals. El 1878 fou elevat a la categoria de ciutat. El 1938, els governs de Brasil i Bolívia van acordar començar la construcció del ferrocarril Santa Cruz-Corumbá, un tram del ferrocarril General Manuel Belgrano que connectava Santa Cruz de la Sierra, Bolívia, amb l'estat brasiler de Mato Grosso. El ferrocarril es va acabar l'any 1955.

## Climatologia
El 20 de setembre de 2021, es va registrar la temperatura màxima rècord de 43,9 °C. La temperatura mínima rècord és del 22 de juny de 1933,de 0,8 °C.

## Fills il·lustres
- Manuel Ivo Cruz (1901-1985) compositor i director d'orquestra.